# Bột Hải Thành Vương
Bột Hải Nhân Tông (trị vì 794 - 795), còn được gọi bằng tên là Đại Hoa Dư (대화여, 大華與, Dae Hwa-yeo), là người trị vì thứ năm của vương quốc Bột Hải.

## Thời Bột Hải Văn Vương
Đại Hoa Dư sinh ra vào khoảng năm Đại Hưng thứ 27 (năm 764) (đời vua Bột Hải Văn Vương). Ông là đích tôn của vua Bột Hải Văn Vương và Hiếu Ý hoàng hậu, cha của ông là thế tử Đại Hoành Lâm, song đã qua đời trước khi được kế vị.
Mối quan hệ song phương giữa nhà Đường và vương quốc Bột Hải ngày càng thân thiện. Từ năm Đại Hưng thứ 29 (năm 766) đến năm Bảo Lịch thứ 6 (năm 779), có 25 đoàn sứ giả từ vương quốc Bột Hải đến nhà Đường để bày tỏ sự tôn trọng của Bột Hải Văn Vương (ông nội của Đại Hoa Dư) đối với vua Đường Đại Tông.
Năm Bảo Lịch thứ 3 (năm 776), hoàng hậu của Bột Hải Văn Vương là Hiếu Ý hoàng hậu (bà nội của Đại Hoa Dư) qua đời.

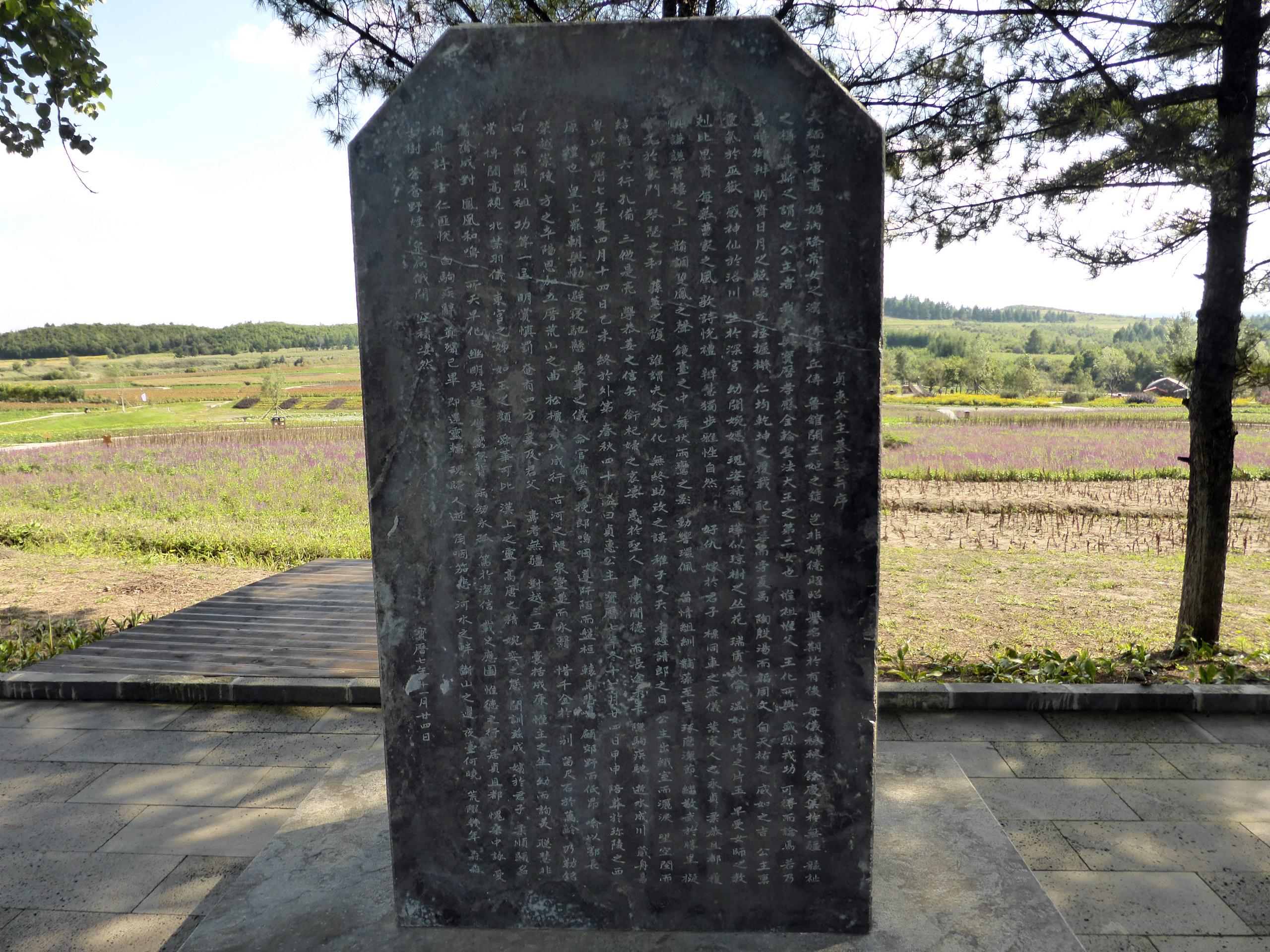
Bản sao văn bia của Trinh Huệ công chúa (737 - 777), con gái thứ 2 của vua Bột Hải Văn Vương (cai trị từ năm 737 đến năm 793)

Ngày 25 tháng 5 năm Bảo Lịch thứ 4 (năm 777), Nhị công chúa của Bột Hải Văn Vương là Trinh Huệ công chúa (cô của Đại Hoa Dư) qua đời, hưởng thọ 40 tuổi. Theo bia mộ và văn bia, Trinh Huệ công chúa đã kết hôn và có ít nhất một người con trai, nhưng cả chồng và con trai đều chết trước cô. Trong thời gian để tang cô, Bột Hải Văn Vương được cho là rất đau buồn và không đi ra khỏi phòng dù là có công việc triều chính.
Năm Bảo Lịch thứ 7 (năm 780) di cốt của Trinh Huệ công chúa được chôn cất ở phía tây Trân Lăng (진릉, 珍陵), Seowon (서원, 西原), ngày nay được biết đến như một phần của Lăng mộ cổ tại núi Long Đầu, Cát Lâm, Trung Quốc, cùng với một tượng đài của Trinh Huệ công chúa được dựng lên ở cùng năm 780 đó. Bia mộ Nhị công chúa của Bột Hải Văn Vương là Trinh Huệ công chúa cũng đã được tìm thấy vào vào tháng 8 năm 1949.
Năm Bảo Lịch thứ 12 (năm 785) Bột Hải Văn Vương dời đô từ Thượng Kinh (nay là Ninh An, Hắc Long Giang) sang Đông Kinh (nay là Hồn Xuân, Cát Lâm).

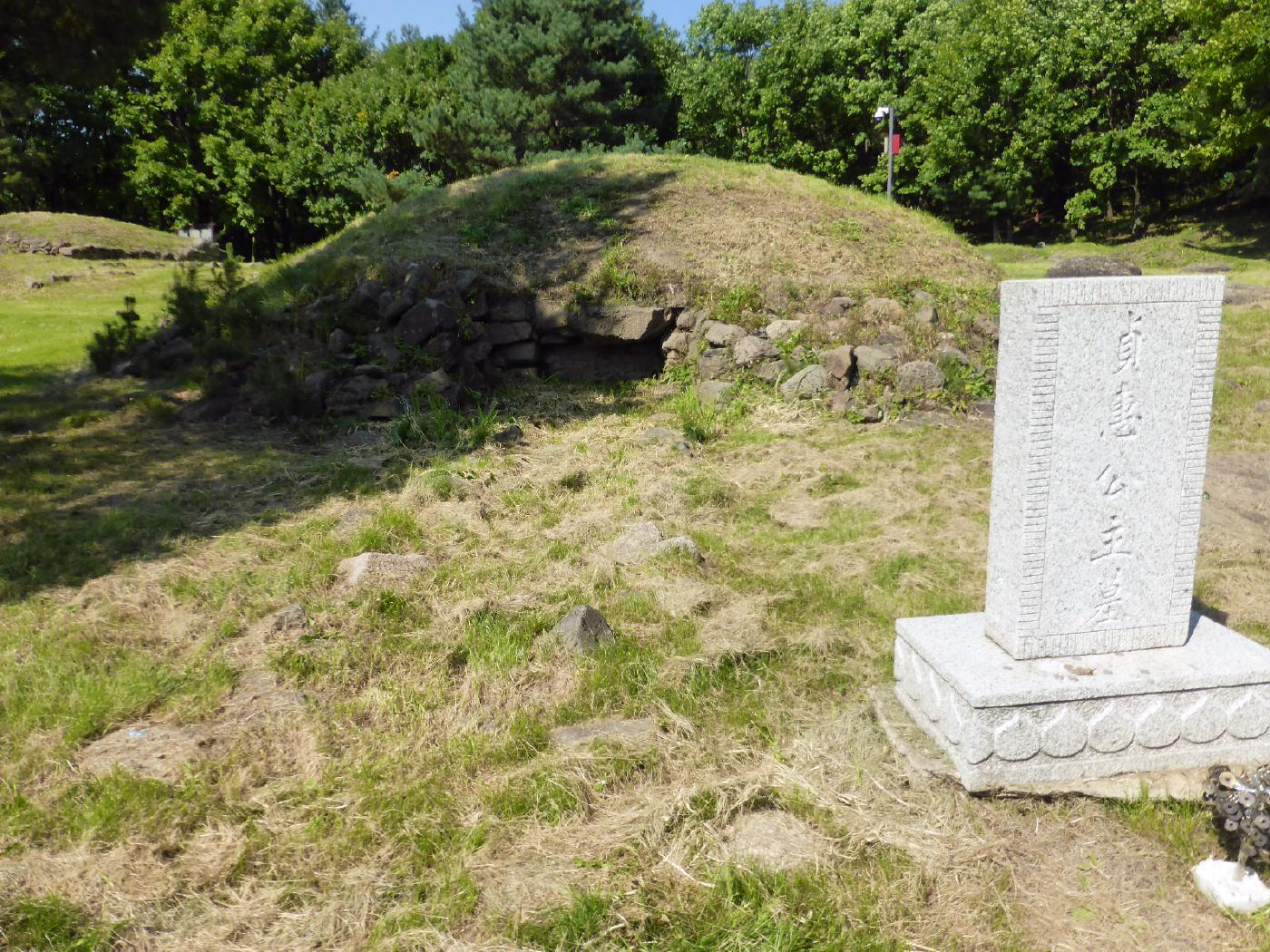
Ngôi mộ của Trinh Hiếu công chúa (757 - 792), con gái thứ 4 của vua Bột Hải Văn Vương (cai trị từ năm 737 đến năm 793)

Ngày 6 tháng 7 năm Đại Hưng thứ 45 (năm 792), Tứ công chúa của Bột Hải Văn Vương là Trinh Hiếu công chúa (cô của Đại Hoa Dư) qua đời, hưởng thọ 35 tuổi. Cô được trao thụy hiệu là "Trinh Hiếu" vì cô ấy là người có đạo đức và hiếu thảo.
Năm Đại Hưng thứ 46 (năm 793) Bột Hải Văn Vương bắt đầu tiến hành việc dời đô từ Đông Kinh (nay là Hồn Xuân, Cát Lâm) về lại Thượng Kinh (nay là Ninh An, Hắc Long Giang). Theo sử sách Trung Quốc, Bột Hải có 5 kinh đô, 15 phủ, và 63 huyện.
Vào cuối thời đại của Bột Hải Văn Vương trong năm 793, các hoàng tử từ hoàng tộc Bột Hải (con cháu của Bột Hải Cao Vương, Bột Hải Vũ Vương và Bột Hải Văn Vương) đang làm lính canh tại triều đình nhà Đường của vua Đường Đức Tông theo ý muốn của họ. Hòa bình với nhà Đường cho phép vương quốc Bột Hải tiếp tục mở rộng lãnh thổ của mình.
Trước đó thế tử của Bột Hải Văn Vương là Đại Hoành Lâm (Dae Goeng-rim, cha của Đại Hoa Dư) đã chết, còn ba người chú của Đại Hoa Dư là Nhị hoàng tử Đại Anh Tuấn, Tam hoàng tử Đại Trinh Oát và Tứ hoàng tử Đại Tung Lân đang làm lính canh ở nhà Đường (đời vua Đường Đức Tông) nên Bột Hải Văn Vương phải chọn em trai của ông ta là Đại Nguyên Nghĩa (ông chú của Đại Hoa Dư) làm người kế vị của mình.
Trong năm Đại Hưng thứ 46 (năm 793), Bột Hải Văn Vương (ông nội của Đại Hoa Dư) qua đời khi việc dời đô chưa hoàn thành, hưởng thọ hơn 70 tuổi. Em trai ông ta là Đại Nguyên Nghĩa (ông chú của Đại Hoa Dư, khi đó đã hơn 60 tuổi) lên kế vị. Niên hiệu Đại Hưng của Bột Hải Văn Vương vẫn được Đại Nguyên Nghĩa sử dụng.

## Thời Đại Nguyên Nghĩa
Vua Đại Nguyên Nghĩa cho dừng việc dời đô từ Đông Kinh (nay là Hồn Xuân, Cát Lâm) về lại Thượng Kinh (nay là Ninh An, Hắc Long Giang). Ông ta tuyên bố đô thành của vương quốc Bột Hải vẫn tiếp tục ở Đông Kinh (nay là Hồn Xuân, Cát Lâm).
Tuy nhiên, khi bước lên ngai vàng, nhà vua Đại Nguyên Nghĩa (Dae Won-ui) đã bộc lộ là một kẻ đố kỵ và tâm tính hung dữ, tàn bạo hiếu sát. Những đại thần có tài trong triều đình Bột Hải đều bị vua Đại Nguyên Nghĩa (Dae Won-ui) đố kỵ. Đại Nguyên Nghĩa tiến hành vu oan cho bọn họ tội mưu phản và giết hại các đại thần đó. Ông ta còn tàn sát hết gia quyến của những đại thần đó.
Năm 794, vua Đại Nguyên Nghĩa bị những đại thần Bột Hải còn lại hợp mưu giết chết, hưởng thọ hơn 60 tuổi. Đích tôn của Bột Hải Văn Vương là Đại Hoa Dư (con của cố thế tử Đại Hoành Lâm) được chọn làm người kế vị, trở thành vua Bột Hải Thành Vương.

## Trị vì
Bột Hải Thành Vương chọn niên hiệu là Trung Hưng (중흥, 中興, Jungheung) vào năm 794. Bột Hải Thành Vương khi đó mới chỉ khoảng 30 tuổi nhưng lại là một người có thế chất yếu ớt, và đã chỉ sống được một vài tháng sau khi được kế vị ngai vàng. Sự kiện đáng chú ý nhất trong thời gian trị vì của Bột Hải Thành Vương là việc dời đô từ Đông Kinh (nay là Hồn Xuân, Cát Lâm) về lại Thượng Kinh (nay là Ninh An, Hắc Long Giang) trong năm 794. Tâm nguyện cuối cùng của Bột Hải Văn Vương về việc dời đô về lại Thượng Kinh cuối cùng cũng đã được thực hiện.
Nghe tin cháu mình là Bột Hải Thành Vương thể chất yếu ớt sắp qua đời, Đại Tung Lân đã rời nhà Đường (đời vua Đường Đức Tông) quay về vương quốc Bột Hải trong năm 794.
Năm Trung Hưng thứ hai (năm 795) Bột Hải Thành Vương băng hà, hưởng thọ 31 tuổi. Vì Bột Hải Thành Vương không hề kết hôn và cũng không có con cái nên con của Bột Hải Văn Vương là Đại Tung Lân (chú của Bột Hải Thành Vương, khi đó gần 50 tuổi) lên kế vị, tức là vua Bột Hải Khang Vương.